# Іполіто Ірігоєн
Хуан Іпо́літо дель Сагра́до Корасо́н де Хесу́с Іріго́єн Але́м (ісп. Juan Hipólito del Sagrado Corazón de Jesús Irigoyen Alem; *12 липня 1852, Буенос-Айрес — †3 липня 1933, Буенос-Айрес) — аргентинський політик, який двічі обіймав посаду президента Аргентини (в 1916 — 1922 та знову в 1928 — 1930 роках). Під час його правління Аргентина досягла максимального політичного та економічного впливу в історії, в 1929 році вона займала 4-те місце за ВВП у світі.

## Життєпис
До приходу в політику Ірігоєн був шкільним вчителем, а з 1896 року став лідером Радикальної партії, залишаючись ним фактично протягом 40 років. До реформи виборчої системи 1912 року бойкотував вибори через корупцію, а в 1916 році був обраний президентом, переважно через підтримку середнього класу. Ірігоєн дотримувався нейтралітету в Першій світовій війні, протягом якої Аргентина отримувала великі доходи через високі ціни на продовольство, зокрема яловичину — головний експортний продукт країни. Ірігоєн був знову обраний президентом у 1928 році, з великою перевагою над опонентами. У 1929-му розпочалася Велика депресія, яка значно вплинула на аргентинську економіку в негативному плані та швидко викликала незадоволення населення країни економічним становищем. Нездатність уряду впоратися з кризою була однією з причин зростання насильства між політичними колами та військового перевороту 1930 року, який позбавив Ірігоєна президентської посади.

## Визнання УНР
5 лютого 1921 року визнав Українську Народну Республіку як незалежну і вільну державу. Посол Аргентини у Франції Марсело Торкуато де Альвеар поінформував керівника української делегації на Паризькій мирній конференції графа Михайла Тишкевича про визнання урядом Аргентини УНР та передав відповідний лист іспанською мовою міністра закордонних справ і культів Аргентини Оноріо Пуейрредона.